# Bagnoli Irpino
Bagnoli Irpino es uno de los 119 municipios o comunas ("comune" en italiano) de la provincia de Avellino, en la región de Campania. Con cerca de 3.341 habitantes, según censo de 2005, se extiende por un área de 66,90 km², teniendo una densidad de población de 49,94 hab/km². Linda con los municipios de Acerno, Calabritto, Caposele, Lioni, Montella, y Nusco.

## Demografía
| Gráfica de evolución demográfica de Bagnoli Irpino entre 1861 y 2001 |
|                                                                      |
| Fuente ISTAT - elaboración gráfica de Wikipedia                      |